# Zimnodół
Zimnodół est une localité polonaise de la gmina et du powiat d'Olkusz en voïvodie de Petite-Pologne.